# Usine Stellantis de Trnava
L'usine Stellantis de Trnava est la plus récente des usines européennes du groupe Stellantis (ex-PSA Peugeot Citroën). Situé en Slovaquie à 60 km de Bratislava, le site de 193 hectares a été choisi le 15 janvier 2003. 

## Histoire
Après la pose de la première pierre le 17 juin, les travaux ont continué et la production en série a démarré fin mai 2006. L'usine a été inaugurée officiellement le 19 octobre 2006 par le PDG Jean-Martin Folz et le premier ministre Robert Fico, alors que le projet avait été lancé sous l'ancien gouvernement de Mikuláš Dzurinda. L'investissement réalisé a été de 700 millions d'euros, dont 105 venant d'aides gouvernementales.
Cette implantation est hautement stratégique pour le groupe car cette zone géographique est rapidement devenue l'une des plus fortes concentrations mondiales de l'industrie automobile : TMMCZ (ex-TPCA) à Kolin, PSA à Trnava, Volkswagen depuis 1991 à Bratislava en sus des autres usines Škoda en Tchéquie, Kia à Žilina, Hyundai à Nošovice en République Tchèque, Audi, Mercedes et Suzuki en Hongrie. La Slovaquie est quant à elle devenue le premier producteur mondial d'automobiles par habitant.
Cette usine a une capacité de production annuelle de 300 000 véhicules en trois équipes (soit 3 500 employés), soit une capacité horaire de 55 véhicules par heure. Elle est destinée à la production de véhicules de la plate-forme 1 (petits véhicules), dont le premier fabriqué est la Peugeot 207 a une cadence de 450 en octobre 2006 et 800 attendus au second trimestre 2007.
Le 8 décembre 2005, PSA a annoncé un investissement supplémentaire de 357 millions d'euros pour accroître de 150 000 sa capacité de production, pour le modèle minispace dit A58. Le 7 septembre 2006, le groupe a annoncé avoir mis ce projet en veilleuse, faute d'avoir besoin de capacités de production supplémentaires. Dans le cadre défini des capacités, le véhicule A58 qui prendra le nom de C3 Picasso entre en production mi-2008, pour une présentation officielle au Salon de Paris 2008 et une commercialisation en février 2009.
Le site est certifié ISO 9001 depuis janvier 2007 pour la qualité de sa production.

Du point de vue environnemental, le site est certifié ISO 14001 depuis janvier 2008.
Le 27 octobre 2014, le 400000e exemplaire du C3 Picasso sort des chaînes de montage.
En 2017, le site fabrique Peugeot 208 et Citroën C3 III. Alors qu'il devait accueillir une nouvelle unité de fabrication de 200 000 moteurs essence de petite cylindrée par an, PSA annule ce projet en novembre 2017 en vue de le confier à un site d'Opel en manque de charge. 
Depuis 2019, le site est le principal fournisseur de la Peugeot 208 II. Aussi, il est le seul site à produire la version électrique de ce modèle.  

## Situation (2013)
- Nombre d'employés : 3 500 (22 % de femmes et 78 % d'hommes)
- Age moyen : 35 ans
- Organisation : 3 équipes
- Volume de production : 57 véhicules par heure

## Production

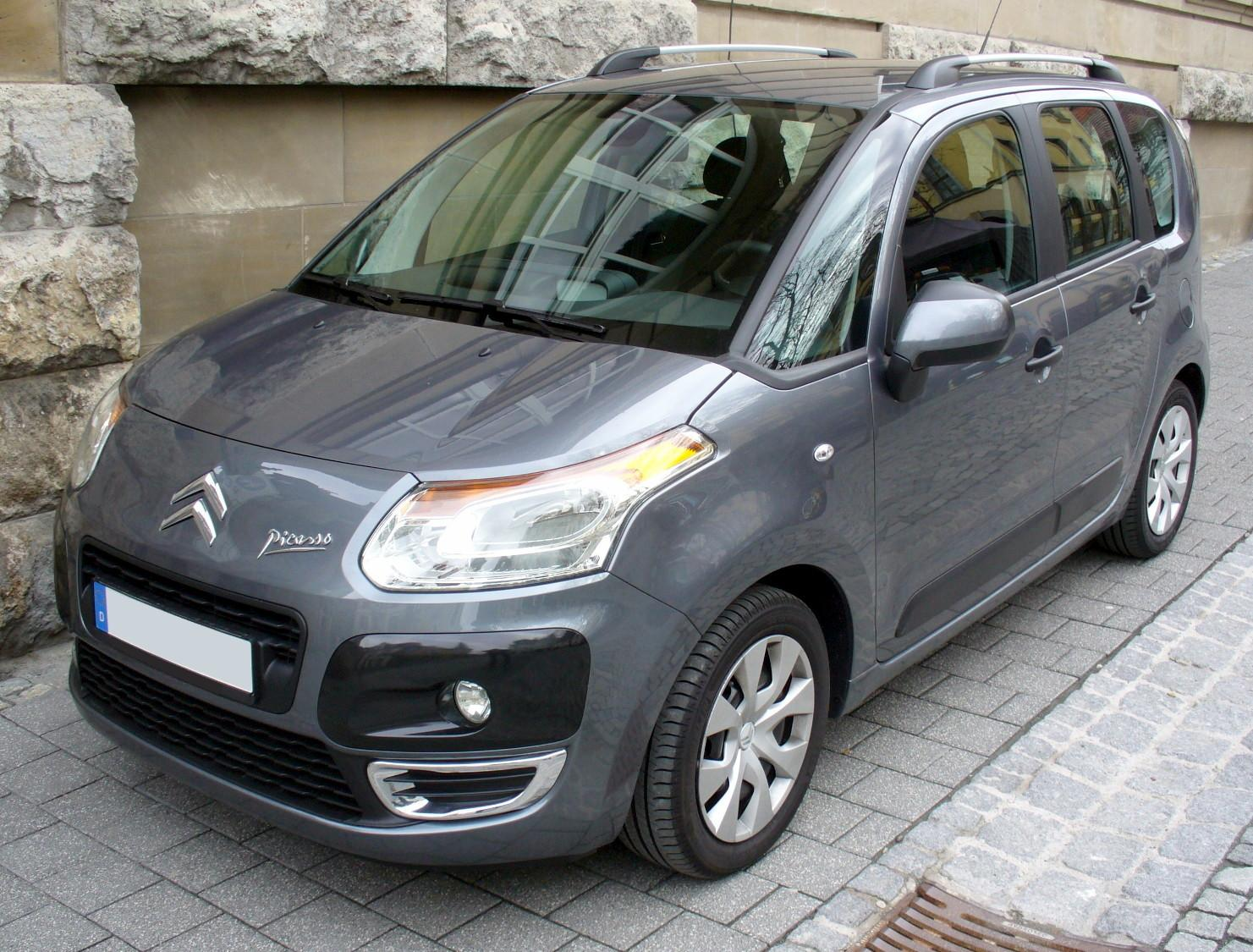
La Citroën C3 Picasso, produite à Trnava

### Peugeot
- Peugeot 207 (de juin 2006 à 2012, 792 149 exemplaires produits)[6]
- Peugeot 208 I (de 2012 à septembre 2019, 1 275 058 exemplaires)
- Peugeot 208 II (depuis juillet 2019, 174 950 exemplaires à fin 2020)
- Peugeot e-208 (depuis novembre 2019, 40 597 exemplaires à fin 2020)

### Citroën
- Citroën C3 Picasso (de mars 2009 à juin 2017, 501 956 exemplaires)
- Citroën C3 III (depuis septembre 2016, 931 316 exemplaires à fin 2020)

| Année | Nb Véhicule | Type Véhicule      |
| ----- | ----------- | ------------------ |
| 2006  | 51 719      | 207                |
| 2007  | 177 586     | 207                |
| 2008  | 184 397     | 207 C3 Picasso     |
| 2009  | 205 000     | 207 C3 Picasso     |
| 2010  | 186 140     | 207 C3 Picasso     |
| 2011  | 177 776     | 207 208 C3 Picasso |
| 2012  | 214 617     | 207 208 C3 Picasso |
| 2013  | 248 405     | 208 C3 Picasso     |
| 2014  | 255 176     | 208 C3 Picasso     |
| 2015  | 303 000     | 208 C3 Picasso     |
| 2016  | 315 050     | 208 C3 C3 Picasso  |
| 2017  | 335 050     | 208 C3 C3 Picasso  |
| 2018  | 352 082     | 208 C3             |
| 2019  | 370 000     | 208 208 II C3      |
| 2020  |             | 208 II C3          |
| 2021  | 316 440     | 208 II C3          |

## Ateliers de production
- Emboutissage
- Ferrage
- Peinture
- Montage
- Logistique
- Qualité

## Salaires
Le salaire minimum en Slovaquie est de 480 euros par mois et le salaire moyen de 912 euros[Quand ?]. Mais selon Jean-Martin Folz, l'implantation logistique primerait sur des salaires certes plus faibles en Slovaquie mais en hausse régulière.